# Mbombela (stad)
Mbombela, eerder Nelspruit, is een stad met bijna 60.000 inwoners. Ze ligt in het noordoosten van Zuid-Afrika. Het is de hoofdplaats van de provincie Mpumalanga.
De stad ligt aan de Krokodilrivier.
De stad werd in 1895 opgericht door drie broers die hier aan een beek Spruit genoemd hun vee lieten grazen gedurende de winter. Ze noemden de stad naar hun eigen achternaam, Nel. Nelspruit is een industrieel en agricultureel centrum in het noordoosten van Zuid-Afrika. Belangrijke industrieën zijn de papierproductie, het inblikken van lokaal geproduceerd fruit, meubelbouw en houtproductie. De grond is prima geschikt voor het telen van citrusvruchten, mango's, banaan, avocado en noten.
De stad heeft een kleine luchthaven, die voornamelijk gebruikt wordt voor vluchten naar en van Johannesburg.
Nelspruit is een belangrijk stoppunt voor toeristen die reizen naar het Krugerpark.
Tijdens de Tweede Boerenoorlog (1899-1902) was Nelspruit voor een korte periode de hoofdstad van de Zuid-Afrikaanse Republiek, een onafhankelijke boerenrepubliek.

## Subplaatsen
Het nationaal instituut voor de statistiek, Stats SA, deelt sinds de census 2011 deze hoofdplaats in in 18 zogenaamde subplaatsen (sub place), waarvan de grootste zijn:
Die Haak • Mbombela SP • Sonheuwel • West Acres.

## Geboren
- Chris Barnard (1939-2015), schrijver
- Cliff Drysdale (1941), tennisser en zakenman
- Lucas Thwala (1981), voetballer
- Anton Haig (1986), golfer
- Monique Smit (1991), golfprofessional